# 大森学園高等学校
大森学園高等学校（おおもりがくえんこうとうがっこう）は、東京都大田区大森西三丁目にある私立の高等学校。内川沿いに校舎がある。

## 概要
2005年4月、普通科を設置したことに伴い大森工業高等学校から改称し、新校舎（教室棟）も完成した。
男子校だったが、2007年度からは普通科のみ男女共学になった。
改称前の通称はもりぎょうやもりこうであったが、現在はもりがくと呼ばれ、近くにある東京都立大森高等学校ももりこうと呼ばれる。

## 沿革
| 年月       | 沿革                                          |
| ---------- | --------------------------------------------- |
| 1939年4月  | 大森機械工業徒弟学校創立 大森工業青年学校併設 |
| 1941年10月 | 大森工業学校設置許可                          |
| 1945年4月  | 戦災により校舎全焼                            |
| 1947年4月  | 学制改革により大森学園中学校設置              |
| 1948年3月  | 大森工業高等学校設置認可                      |
| 1951年3月  | 財団法人大森学園→学校法人大森学園改名         |
| 1952年4月  | 電気通信科→電気科改名                         |
| 1957年2月  | 校歌制定                                      |
| 1963年12月 | 電気事業主任技術者三種一次試験免除認定        |
| 1966年3月  | 霞ヶ浦近郊にグランド用地買収                  |
| 1972年4月  | 情報技術科設置                                |
| 1980年8月  | 霞ヶ浦グランドに合宿所有隣寮新設              |
| 1984年3月  | 新実習棟完成                                  |
| 1985年3月  | 新体育館完成                                  |
| 1989年10月 | 創立50周年記念式典挙行                        |
| 1994年4月  | 総合技術科設置                                |
| 1999年4月  | 創立60周年記念式典挙行                        |
| 2003年10月 | 国際環境規格ISO14001認証取得                  |
| 2005年4月  | 大森学園高等学校に改名 普通科設置             |
| 2005年8月  | 新教室、管理棟完成                            |
| 2006年9月  | イベントホール、エントランス完成              |
| 2007年4月  | 普通科共学になる 部室棟、校庭完成             |
| 2007年5月  | 新校舎落成記念式典挙行                        |
| 2009年4月  | 創立70周年記念式典挙行                        |
| 2009年5月  | 創立70周年記念祝賀会挙行                      |
| 2011年4月  | 合宿所有隣寮完成                              |
| 2015年4月  | 工業科設置                                    |

## 設置課程
- 普通科

特選コース（令和5年度より改名）
選抜コース（平成30年度より改名）
総進コース（平成30年度より改名）
英語コース（平成30年度より新設　2年次から）
- 工業科

情報技術コース
機械技術コース
電気技術コース

## 交通
出典 : 
- 京急線
  - 大森町駅より徒歩5分
  - 平和島駅より徒歩8分
- 京浜急行バス森50 「富士見橋」下車、徒歩3分

## 年間行事（平成30年度）
4月 
- 入学式
- 始業式
- オリエンテーション - 1年生
- 保護者会

 5月 
- 中間試験
- 生徒総会

 6月 
- 学園祭

 7月 
- 期末試験
- 終業式
- 夏期休業日期間
- 短期海外研修

 8月 
- 夏期講習 - 3年生普通科
- 勉強合宿 - 1,2年生普通科
- インターンシップ

 9月 
- 始業式
- 体育祭

 10月 
- 中間試験
- 漢字検定
- 修学旅行 - 2年生

 11月 
- 学校公開

 12月 
- 期末試験
- 終業式
- 冬期休業日期間
- 冬期講習 - 3年生普通科

 1月 
- 始業式
- 大学入試センター試験 - 3年生
- 中期海外研修
- 推薦入試

 2月 
- 校外教室 - 1年生
- 期末試験 - 3年生工業科
- 一般入試

 3月 
- 卒業式
- 期末試験 - 1,2年生
- 終業式
- 春期休業日期間

## 部活動

### 運動部
- 男子バレーボール部
- 陸上競技部
- 野球部
- サッカー部
- テニス部
- 男子バスケットボール部
- バドミントン部
- 卓球部
- 剣道部
- 女子バスケットボール部
- 女子バレーボール部
- 柔道部

 同好会 
- チアリーディング

### 文化部
- 自動車部
- パソコン研究部
- ロボット研究部
- 美術工芸部
- ブラスバンド部
- 鉄道研究部
- 模型部
- 科学研究部

 同好会 
- 書道
- 華道教室
- ハンドメイド